# シアワセ結婚相談所
『シアワセ結婚相談所』（シアワセけっこんそうだんじょ）は、日本テレビ系列で放送されていたバラエティ番組である。正式名は『愛のお悩み解決!シアワセ結婚相談所』（あいのおなやみかいけつ - ）。

## 概要
2009年7月21日に特別番組『有名人が集まる結婚相談所』として放送され、9月1日からは火曜日21:00 - 21:54でレギュラー化された。ハイビジョン制作、文字多重放送（リアルタイム字幕放送）。2010年4月13日の2時間スペシャルよりレターボックス放送が行われている。

## 内容
「独女・独男」（結婚できない独身の男女、結婚に失敗したバツイチの男女のこと。番組上では「どくおんな・どくおとこ」と発音）と「幸女・幸男」（結婚に成功した男女）を集め、様々な企画を通して結婚や恋にまつわる本音を語りながら結婚について真剣に学ぶ。

## 出演者

### MC
- 今田耕司
- 押切もえ
- チュートリアル（徳井義実・福田充徳）

### スゴ腕相談員
※毎回3 - 4人が出演
- 天道春樹
- 池内ひろ美
- 名越康文
- 大泉の母
- 原宿の母
- トシ・カプチーノ
- 根元寛
- 魚ちゃん
- 吉原珠央
- エリカ・アンギャル
- 亀恭子
- 星ひとみ

### ナレーション
- 垂木勉

## ネット局と放送時間
| 放送対象地域  | 放送局               | 系列                                              | 放送曜日・時間     |
| ------------- | -------------------- | ------------------------------------------------- | ------------------ |
| 関東広域圏    | 日本テレビ（制作局） | 日本テレビ系列                                    | 火曜 21:00 - 21:54 |
| 北海道        | 札幌テレビ           | 日本テレビ系列                                    | 火曜 21:00 - 21:54 |
| 青森県        | 青森放送             | 日本テレビ系列                                    | 火曜 21:00 - 21:54 |
| 岩手県        | テレビ岩手           | 日本テレビ系列                                    | 火曜 21:00 - 21:54 |
| 宮城県        | ミヤギテレビ         | 日本テレビ系列                                    | 火曜 21:00 - 21:54 |
| 秋田県        | 秋田放送             | 日本テレビ系列                                    | 火曜 21:00 - 21:54 |
| 山形県        | 山形放送             | 日本テレビ系列                                    | 火曜 21:00 - 21:54 |
| 福島県        | 福島中央テレビ       | 日本テレビ系列                                    | 火曜 21:00 - 21:54 |
| 山梨県        | 山梨放送             | 日本テレビ系列                                    | 火曜 21:00 - 21:54 |
| 新潟県        | テレビ新潟           | 日本テレビ系列                                    | 火曜 21:00 - 21:54 |
| 長野県        | テレビ信州           | 日本テレビ系列                                    | 火曜 21:00 - 21:54 |
| 静岡県        | 静岡第一テレビ       | 日本テレビ系列                                    | 火曜 21:00 - 21:54 |
| 富山県        | 北日本放送           | 日本テレビ系列                                    | 火曜 21:00 - 21:54 |
| 石川県        | テレビ金沢           | 日本テレビ系列                                    | 火曜 21:00 - 21:54 |
| 福井県        | 福井放送             | 日本テレビ系列およびテレビ朝日系列 クロスネット局 | 火曜 21:00 - 21:54 |
| 中京広域圏    | 中京テレビ           | 日本テレビ系列                                    | 火曜 21:00 - 21:54 |
| 近畿広域圏    | 読売テレビ           | 日本テレビ系列                                    | 火曜 21:00 - 21:54 |
| 鳥取県 島根県 | 日本海テレビ         | 日本テレビ系列                                    | 火曜 21:00 - 21:54 |
| 広島県        | 広島テレビ           | 日本テレビ系列                                    | 火曜 21:00 - 21:54 |
| 山口県        | 山口放送             | 日本テレビ系列                                    | 火曜 21:00 - 21:54 |
| 徳島県        | 四国放送             | 日本テレビ系列                                    | 火曜 21:00 - 21:54 |
| 香川県 岡山県 | 西日本放送           | 日本テレビ系列                                    | 火曜 21:00 - 21:54 |
| 愛媛県        | 南海放送             | 日本テレビ系列                                    | 火曜 21:00 - 21:54 |
| 高知県        | 高知放送             | 日本テレビ系列                                    | 火曜 21:00 - 21:54 |
| 福岡県        | 福岡放送             | 日本テレビ系列                                    | 火曜 21:00 - 21:54 |
| 長崎県        | 長崎国際テレビ       | 日本テレビ系列                                    | 火曜 21:00 - 21:54 |
| 熊本県        | くまもと県民テレビ   | 日本テレビ系列                                    | 火曜 21:00 - 21:54 |
| 鹿児島県      | 鹿児島読売テレビ     | 日本テレビ系列                                    | 火曜 21:00 - 21:54 |
| 大分県        | 大分放送             | TBS系列                                           | 水曜 13:55 - 14:49 |
| 沖縄県        | 琉球放送             | TBS系列                                           | 水曜 15:55 - 16:53 |

## スタッフ
- 構成：桜井慎一、大井達朗、内堀隆史、塩村文夏
- TM：江村多加司
- SW：三井隆裕
- CAM：山田祐一、津野祐一、小林宏義、望月達史
- MIX：清水秀明
- AUD：吉田航、木本文子、村瀬惰一、依田正和
- VE：三山隆浩
- VTR：鈴木雄仁、佐久間治雄
- 照明：榎本舞
- 美術プロデューサー：大川明子、山本澄子
- デザイン：道勧英樹
- 大道具：佐藤正男
- 電飾：佐藤勉
- 小道具：米山幸市
- 衣裳：加川潤
- 特殊効果：柳下晃一
- メイク：奥松かつら
- 技術協力：NiTRo、ヌーベルバーグ、麻布プラザ、ギヴアンドテイク
- 美術協力：日本テレビアート
- モニター：ジャパンテレビ
- 編集：岡田秀一、鳥塚幸輔
- MA：村尾博一
- 音効：黒澤隆昌・村松聡（佳夢音）
- CG：glow
- リサーチ：フォーミュレーション、フルタイム、御田原温
- 運営協力：アガサス（光岡裕子、小杉美香、山西乃里江）
- 協力プロデューサー：才野雅彦、丸公代
- 編成：鯉渕友康、土谷幸弘
- 宣伝：河本香織
- 営業推進：佐藤俊之
- TK：坂本幸子、塚越倫子
- デスク：西村友美
- AD：比嘉孝太、菊池カンナ、戸松久宜、西村啓志、中島祥太、石川敬太、大山隆浩
- AP：向井美科、千葉洋美、山下仁志、佐々木雅子、酒井正義
- ディレクター：谷中憲、新沢学、藤原将人、水島紳一郎、菊池泰子、関野政昭、佐々木英敏、塩入修、吉仲哲也、安達敏春
- 演出：前川善郎、上利竜太、海野裕二、吉田雅司、川本良樹
- プロデューサー：納富隆治、矢澤真／上原敏明、金佐智絵、菊岡郁枝、高家宏明、秋丸桃香、林田竜一、島田勇夫、佐藤理恵
- 総合演出：福士睦
- チーフプロデューサー：安岡喜郎
- 制作協力：U-FIELD、THE WORKS、SION、R-1
- 製作著作：日本テレビ

### 過去のスタッフ（特番期を含む）
- AP：クリスティーナ智子テッシュナー、杉山紗季
- FM：田場兼司
- 編成：松隈美和
- 宣伝：三瓶篤樹
- 営業推進：中西紅美
- プロデューサー：下田明宏